# Dublin (Ohio)
Pour les articles homonymes, voir Dublin (homonymie).
Dublin est une ville américaine faisant partie des comtés de Delaware, Franklin et Union, dans l'État de l'Ohio. Sa population est de 31 392 habitants lors du recensement de 2000.

## Source
- (en) Cet article est partiellement ou en totalité issu de l’article de Wikipédia en anglais intitulé « Dublin, Ohio » (voir la liste des auteurs).